# OoVoo

ooVoo — существовавший до 2017 года публичный сервис (а также одноимённая программа-клиент) для организации видеоконференций и мгновенного обмена сообщениями в Интернете.

## О компании
Сервис разработан американо-израильской компанией OOVOO в 2006 году. Выпущен в 2007 разработчиками. В 2008 году вышла версия 1.7 с расширенными, по сравнению с первоначальными, функциями.

## Технология
Приложение ooVoo не использовало компьютер пользователя в качестве промежуточного узла, как это делал ранее Skype. Использовалась своя собственная инфраструктура для управления всеми телефонными и видео-звонками. Компьютер абонента использовался исключительно для поддержания деятельности программы-клиента.

## Возможности
При установке программа производит попытку автоматически определить видеокамеру и пропускную способность канала подключения к интернет, исключая таким образом в ряде случаев необходимость вводить параметры вручную.
Позволяет звонить абонентам вне зависимости от того, установлена ли программа на их компьютерах: пользователь получает ссылку, перейдя по которой может присоединиться к беседе через свой веб-браузер (разговор будет происходить через ActiveX-плагин).
Среди функций ooVoo:
- видеозвонки в режиме реального времени;
- видеопочта;
- запись видеоразговоров;
- многосторонние телефонные и видеоразговоры одновременно с 12 абонентами, включая стационарные и мобильные телефоны в США и Канаде;
- передача файлов (до 25 Мб);
- специальные видеоэффекты;
- трансляция экрана;
- мгновенная передача текстовых сообщений (гибкая настройка отображения текста);
- работа на платформах PC, Mac, Android и IOS.

ooVoo позволяет пригласить к разговору пользователей:
- почтовых сервисов — Gmail, Yahoo, Hotmail, AOL.
- сайтов общения — Facebook, Myspace, Linkedin, Friendster, Bebo, Hi5, Blackplanet.
- клиентов мгновенного обмена сообщениями — Skype, Yahoo Messenger, Windows Live Messenger, AIM, ICQ, Jabber.

Друзья могут быть приглашены в ooVoo с помощью видеосообщения, электронной почты или службы мгновенных сообщений.

## Развитие сервиса
Компания ooVoo планирует использовать технологии видео-чата не только в своем мессенджере, но и в сопутствующих программах, для разработки которых привлекаются зарубежные компании. Над рядом программ, планируемых к запуску в ближайшее время, работает белорусская компания Oxagile.
25 ноября 2017 года ooVoo объявила через Twitter, что сервис будет закрыт.